# Braxton Family Christmas
Braxton Family Christmas é o primeiro álbum de Natal, e segundo álbum de estúdio em geral, pelo grupo feminino de R&B The Braxtons. O álbum foi lançado em 30 de outubro de 2015, pela Def Jam.  
Braxton Family Christmas consiste de oito faixas, incluindo três covers de padrões de Natal e canções natalinas ("This Christmas", "O 'Holy Night" e "Mary, Did You Know?"), Três músicas originais ("Every Day is Christmas" , "Blessed New Year" e "Under My Christmas Tree") e uma regravação de Wham! "Last Christmas".

## Single
Em 5 de novembro de 2015, "Every Day is Christmas" foi lançado como o primeiro single.  O vídeo de áudio para "Every Day is Christmas" foi lançado pela VEVO em 9 de novembro de 2015.

## Recepção da Critica
A Black Media analisou o álbum em um artigo, "A Família Braxton finalmente conseguiu. Por quatro anos, os fãs esperaram que as irmãs organizassem um projeto juntos! Nós vimos o sucesso de Tamar Braxton, sucessos no topo das paradas, e Grammy acena com os lançamentos de sucesso de Trina, Bar Chix, carreira de ator e serviços de treinamento de assistente de Towanda, carreira de rádio de Traci, carreira solo de sucesso e lançamento de álbum incrível e, claro, retorno de Toni Braxton a música de platina com Baby Face e ganhar um Grammy depois de quase desistir. Os fãs queriam uma coisa, um álbum conjunto ... e nós temos isso ".

## Divulgação
The Braxtons realizaram "Mary, Did You Know?" e "Under My Christmas Tree" com seu irmão Michael Braxton Jr no talk show diurno The Real em 18 de dezembro de 2015. 

## Faixas
| N.º | Título                                            | Duração |  |
| 1.  | "This Christmas"                                  | 3:19    |  |
| 2.  | "Every Day is Christmas"                          | 3:06    |  |
| 3.  | "Mary, Did You Know?"                             | 3:52    |  |
| 4.  | "O' Holy Night (A cappella)"                      | 2:56    |  |
| 5.  | "Last Christmas"                                  | 4:21    |  |
| 6.  | "Blessed New Year"                                | 2:04    |  |
| 7.  | "Under My Christmas Tree (feat. Michael Braxton)" | 2:29    |  |
| 8.  | "This Christmas (Braxton Family Version)"         | 3:27    |  |

## Créditos e Pessoal
Artistas e músicos
- Toni Braxton - Vocais, Fundo
- Traci Braxton - Vocais, Fundo
- Towanda Braxton - Vocais, Fundo
- Trina Braxton - Vocais, Fundo
- Tamar Braxton - Vocais, Fundo
- Michael Braxton Jr. - Vocais, Antecedentes (faixa 7)

Pessoal técnico
- Toni Braxton - Compositor, Produtor
- Antonio Dixon - Compositor, Produtor
- Kenneth "Babyface" Edmonds - Compositor, Produtor
- Khristopher Riddick-Tynes - Compositor, Produtor
- Michael Braxton - compositor
- Adolphe-Charles Adam - Compositor
- Buddy Greene - Compositor
- Donny Hathaway - Compositor
- Harold Lilly - compositor
- Mark Lowry - Compositor
- Nadine McKinnor - Compositor
- George Michael - compositor
- Leon Thomas III - Compositor

## Desempenho nas paradas
| Paradas (2015)                  | Melhor Posição |
| ------------------------------- | -------------- |
| US Billboard 200                | 144            |
| US Billboard R&B/Hip-Hop Albums | 19             |
| US Heatseekers Albums           | 1              |
| US R&B Albums                   | 10             |
| US Top Holiday Albums           | 12             |